# Grafo de Ljubljana
No campo da matemática da teoria dos grafos o grafo de Ljubljana é um grafo não direcionado bipartido com 112 vértices e 168 arestas.
É um grafo cúbico com diâmetro 8, raio 7, número cromático 2 e índice cromático 3. Sua cintura é 10 e há exatamente 168 ciclos de comprimento 10 nele. Há também 168 ciclos de comprimento 12.

## Construção
O grafo de Ljubljana é Hamiltoniano e pode ser construído a partir da notação LCF : [47, -23, -31, 39, 25, -21, -31, -41, 25, 15, 29, -41, -19, 15, -49, 33, 39, -35, -21, 17, -33, 49, 41, 31, -15, -29, 41, 31, -15, -25, 21, 31, -51, -25, 23, 9, -17, 51, 35, -29, 21, -51, -39, 33, -9, -51, 51, -47, -33, 19, 51, -21, 29, 21, -31, -39]2.
O grafo de Ljubljana é o grafo de Levi da configuração de Ljubljana, uma configuração quadrangular livre com 56 linhas e 56 pontos. Nesta configuração, cada linha contém exatamente três pontos, cada ponto pertence a exatamente 3 linhas e quaisquer duas linhas se cruzam em no máximo um ponto.

## Propriedades algébricas
O grupo de automorfismo do grafo de Ljubljana é um grupo de ordem 168. Ele age transitivamente em suas arestas, mas não em seus vértices: existem simetrias levando cada aresta para qualquer outra aresta, mas não levando cada vértice para qualquer outro vértice. Portanto, o grafo de Ljubljana é um grafo semi-simétrico, o terceiro menor grafo cúbico semi-simétrico possível após o grafo de Levi em 54 vértices e o grafo de Iofinova-Ivanov em 110 vértices.
O polinômio característico do grafo de Ljubljana é
{\displaystyle (x-3)x^{14}(x+3)(x^{2}-x-4)^{7}(x^{2}-2)^{6}(x^{2}+x-4)^{7}(x^{4}-6x^{2}+4)^{14}.\ }

## História
O grafo de Ljubljana foi publicado pela primeira vez em 1993 por Brouwer, Dejter e Thomassen.
Em 1972, Bouwer já estava falando de uma de um grafo cúbico de 112 vértices aresta- mas não vértice-transitivo encontrado por R. M. Foster, mas não publicado ainda. Conder, Malnic, Marusic, Pisanski e Potočnik redescobriram este grafo de 112 vértices em 2002 e nomearam-no grafo de Ljubljana capital da Eslovénia. Eles provaram que ele era o único grafo cúbico de 112 vértices aresta- mas não vértice-transitivo cúbicos e, portanto, que o grafo era aquele encontrado por Foster.

## Galeria

O número cromático do grafo de Ljubljana é 2.
O índice cromático do grafo de Ljubljana é 3.
Desenho alternativo do grafo de Ljubljana.
O grafo de Ljubljana é o grafo de Levi desta configuração.